# International Times

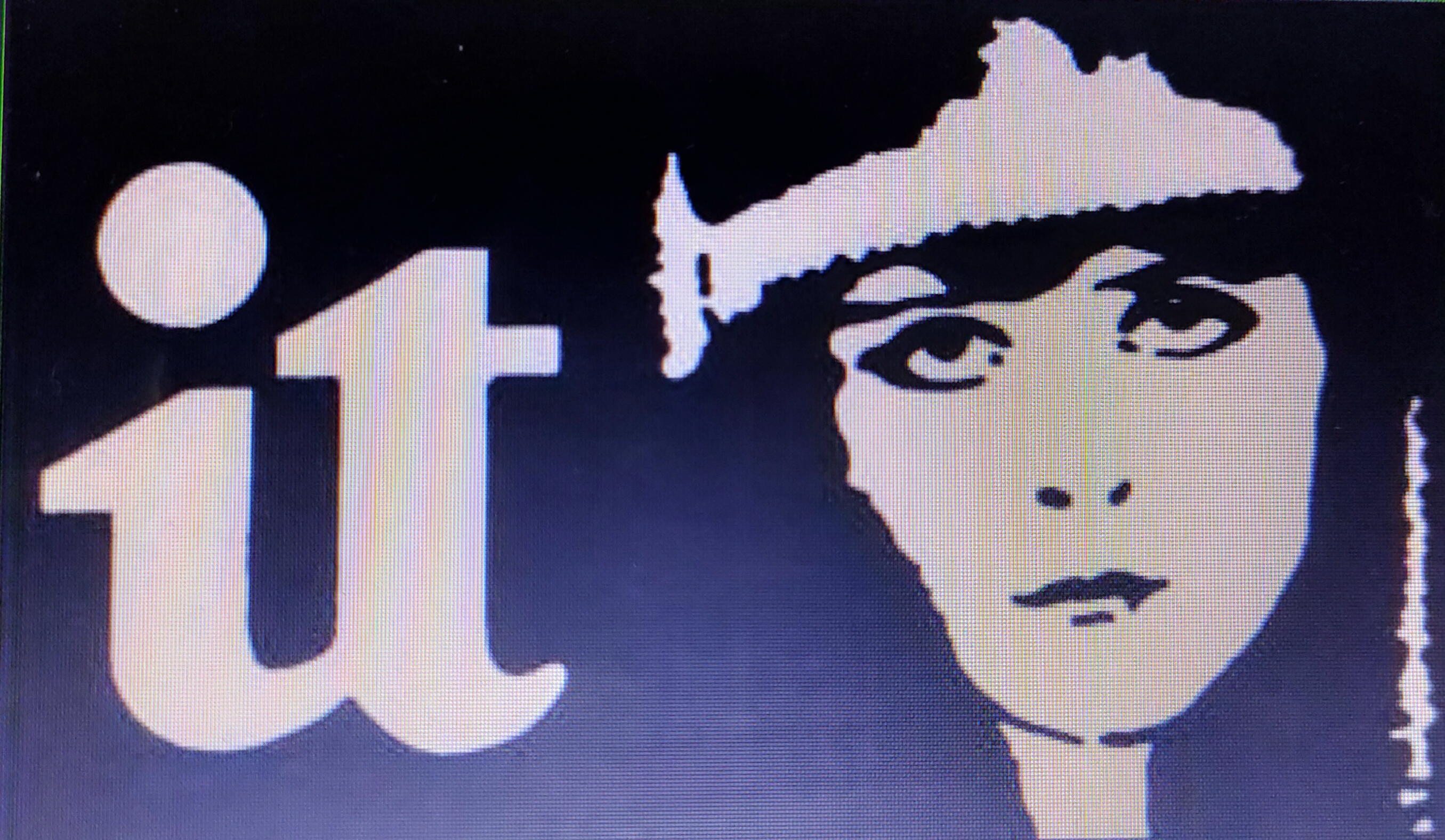
Logo der International Times

Die International Times, kurz IT, ist eine Untergrundzeitschrift, die 1966 in London gegründet wurde. Nachdem sie 1986 eingestellt worden war, erscheint sie seit 2011 wieder, jetzt als Onlinemagazin.
Redakteure des gedruckten Magazins waren unter anderem John „Hoppy“ Hopkins, David Zane Mairowitz, Pete Stansill, Barry Miles, Jim Haynes, der Dramatiker Tom McGrath, Jack Moore, der Avantgarde-Autor William Levy und Mick Farren, Sänger der Rockband The Deviants.

## Geschichte
John „Hoppy“ Hopkins und Barry Miles entwickelten 1966 die Idee einer Alternativzeitschrift, die sich unter anderem mit der aktuellen Popmusik befasste. Zur Unterstützung suchten sie die Mitarbeit des Dramatikers Tom McGrath.
The International Times wurde am 14. Oktober 1966 im Londoner Roundhouse aus der Taufe gehoben. Bei dem Konzert traten angesagte Bands wie Pink Floyd und Soft Machine auf. Die erste Ausgabe des Magazins trug das Datum 14.–27. Oktober 1966.
Mit einigen Unterbrechungen erschien IT in zweiwöchentlichem Rhythmus. 1969, in den besten Zeiten des Magazins, wurden etwa 44.000 Exemplare gedruckt. Zur finanziellen Absicherung wurden des Öfteren Benefizkonzerte veranstaltet; das bekannteste war The 14 Hour Technicolor Dream am 29. April 1967 im Alexandra Palace, bei dem Pink Floyd, The Pretty Things, Savoy Brown, The Crazy World of Arthur Brown, Soft Machine, The Move, Sam Gopal Dream und viele mehr auftraten. Daneben hatte IT prominente Förderer wie zum Beispiel Paul McCartney. Auch John Peel erwähnte IT häufig in seiner Sendung The Perfumed Garden und später in seinen BBC-Sendungen; von August 1967 bis Mitte 1969 hatte er eine „Perfumed Garden“-Kolumne in der Zeitschrift.
Die Behörden hatten Probleme mit der Underground-Kultur. Betroffen war auch IT: Die ersten Razzien fanden im Frühjahr 1967 statt, begründet mit Obszönität. Der Vorwurf wurde später fallen gelassen. 1970 gab es weitere Anschuldigungen wegen homosexueller Kontaktanzeigen; diese führten zu einer zeitweiligen Einstellung des Magazins.
Anfang der 1970er hatte IT verstärkt mit finanziellen Problemen zu kämpfen. Zudem verlor das Magazin Leser an Zeitschriften wie Rolling Stone und Time Out. 1975 verschmolz IT mit dem Konkurrenzmagazin Maya. Am 21. Juni 1980 erschien eine letzte Ausgabe. 1982 gab es den Versuch einer Wiederbelebung mit einer Ausgabe, danach wiederum 1986 mit mehreren Ausgaben. Alle Druckausgaben der International Times sind abrufbar im International Times Archive (siehe Weblinks).
Seit 2011 erscheint die International Times wieder, jetzt als Onlinemagazin.